# 두암서원
두암서원(斗巖書院)은 광주광역시 북구 면앙로 170번길 12-17(두암동)에 소재한 서원이다.

## 개요
1850년(철종 1년) 우치동에 건립되었으며, 1977년에 장열사(壯烈祠)에서 분리하여 사우를 별도로 만들었고, 김해 김씨의 선현인 김목경, 김일손, 김광립이 배향되어 있다.

## 같이 보기
- 김해 김씨